# Jevgenij Malkin
Jevgenij Malkin, ili Evgenij Malkin (ruski: Евгений Влади́мирович Малкин; Magnitogorsk, 31. srpnja 1986.) ruski je profesionalni hokejaš na ledu. Lijevoruki je centar i zamjenski kapetan NHL momčadi Pittsburgh Penguinsa. Na draftu 2004. godine izabran je kao drugi izbor prve runde. Nakon drafta Malkin zbog međunarodnih sporova dviju država bio je prisiljen ostati u Rusiji. Nakon dolaska u ligu u sezoni 2006./07. osvojio je Calder Memorial Trophy , trofej za najboljeg novaka godine. U drugoj sezoni s Pittsburgh Penguinsima stigao je do finala Stanleyjeva kupa i završio na drugom mjestu u utrci za Hart Memorial Trophy (nagrada za najkorisnijeg igrača lige). Sljedeće sezone osvojio je Art Ross Trophy za igrača s najviše postignutih poena (113) u regularnom dijelu sezone, kao i Conn Smythe Trophy kao najkorisniji igrač (MVP) doigravanja.

## National Hockey League
Malkin je produkt hokejaškog omladinskog pogona ruskog kluba Metallurg Magnitogorsk. Kao 17-godišnjak debitirao je za seniorsku ekipu u Ruskoj Superligi. 
Na draftu 2004. godine izabran je kao drugi izbor prve runde. Jedini igrač koji je bio ispred njega na tom draftu bio je Alexander Ovečkin (Washington Capitals). Ovečkin i Malkin su tijekom cijele svoje karijere bili usko povezani. Prvo su još kao juniori igrali zajedno u prvoj liniji ruske reprezentacije U18 i, bili njihovi najbolji igrači. Tada je najbolji strijelac ruske mlade reprezentacije bio Malkin.

### "Slučaj" Malkin
Nakon drafta Malkin je pokušavo karijeru nastaviti u NHL ligi. Klub ga nije želio pustiti, pa je Malkin još jednu sezonu proveo u ruskom klubu. Sljedećeg ljeta tajno je pobjegao iz zemlje, neko se vrijeme skrivao, a onda se pojavio u Pittsburghu. Vodstvo Metalurga je angažiralo odvjetnika u Sjedinjenim Državama koji su spremali tužbu protiv Pittsburgha kako im NHL klubovi otimaju najbolje igrače. S druge strane čelnici NHL lige tvrdili su da su ruski klubovi odbili potpisati pravilnik oko transfera i da su se sami doveli u tu situaciju. Rusija je jedina hokejaška sila koja nije željela s NHL ligom potpisati pravilnik, koji je odobrila Međunarodna hokejaška federacija. Prema tom pravilniku Metalurg je dobio 200.000 dolara odštete za Malkina, iako su Rusi tražili barem deset puta više. Nakon svega što se dogodilo Malkin je oslobođen ugovora s Rusima i potpisao za Pittsburgh Penguinse. 

### Pittsburgh Penguins
Prvi gol u NHL ligi zabio je vrataru Martinu Brodeuru iz New Jersey Devilsa, 18. listopada 2006. Svoj niz nastavio je u sljedećih šest utakmica te postao prvi igrač nakon osnivačke sezone NHL-a 1918./19. i Joea Malonea (u 14 utakmica zaredom strijelac). Niz je prekinut u sedmoj utakmici protiv San Jose Sharks. U svojoj prvoj NHL sezoni Malkin je zabio 33 gola i skupio ukupno 85 bodova, što mu je donijelo Calder Trophy, trofej za najboljeg novaka u 2006. godini. Kad je stigao u Sjedinjene Države, Malkin nije govorio engleskim jezikom, ali je uz pomoć suigrača i bratića Sergeja Gončara, na engleskom dao nekoliko kratih intervjua za javnost. 
U drugoj sezoni postigao je svoj prvi hat-trick u NHL-u protiv Toronto Maple Leafsa, 3. siječnja 2008. 11 dana kasnije stigao do svog drugog hat-tricka karijere i lake pobjede nad New York Rangersima. Sredinom sezone njegov suigrač i kapetan Penguinsa Sidney Crosby u utakmici protiv Tampa Baya, zaradio je težu ozljedu gležnja koja ga je udaljila s leda nepuna dva mjeseca. Malkin je preuzeo ulogu vođe ekipe i glavnog igrača postigavši 44 gola za vrijeme Crosbyjeve rehabilitacije. Ukupno je postigao 47 golova i ubilježio 59 asistencija za sve ukupno 106 bodova te završio na drugom mjestu u utrci za Hart Trophy (nagrada za najkorisnijeg igrača lige). Malkin je svoju dominaciju u ligi prenio u doigravanje gdje je odveo Penguinse do finala Stanleyjeva kupa 2008., ali ondje su ostali prekratki izgubivši Detroit Red Wingsa. 
Malkin je sljedeću sezonu započeo skupivši 200. poen (bod) u NHL ligi asistiravši Crosbyju, 18. listopada 2008. Taj pogodak je ujedno Crosbyjev 100. pogodak i 300. bod u karijeri. Oba dvojica su kasnije u sezoni izglasana za startere na tradicionalnoj 57. All-Star utakmici u Montrealu, ali je Crosby zbog ozljede propustio utakmicu.
Malkin je (nakon što je prošle sezone završio drugi iza Ovečkina) osvojio Art Ross Trophy za igrača s najviše postignutih poena (113) u regularnom dijelu sezone. S Penguinsima je ponovo stigao do finala Stanleyjeva kupa, ali ovaj put su bili uspješniji od prošlogodišnjih prvaka Detroita. U odlučujućoj sedmoj utakmici finala doigravanja Malkin je bio asistent za vodeći gol Pittsburgha. U doigravanju je ostvario ukupno 36 poena, odnosno 14 golova i 22 asistencije. To je drugi najbolji rezultat u povijesti, nako što je legendarni Wayne Gretzky 1993. za Los Angeles Kingse upisao 40 poena. Ujedno prvi ruski hokejaš koji je osvojio Conn Smythe Trophy, koji pripada najkorisnijem igraču doigravanja, i tek drugi igrač Pittsburgha kojemu je to uspjelo. Prvi je bio sadašnji vlasnik momčadi Mario Lemieux, koji je to uspio 1991. i 1992. kad su Penguinsi osvojili prva dva naslova prvaka.

## Vanjske poveznice
- Profil na NHL.com
- Profil na The Internet Hockey Database
- Profil na stranici Pittsburgh Penguins